# Острівне (Казахстан)
Острівне́ (каз. Островное) — село у складі Сарикольського району Костанайської області Казахстану. Входить до складу Сорочинського сільського округу.
Населення — 173 особи (2021; 244 у 2009, 360 у 1999, 359 у 1989).
У радянські часи село називалось Острівний, Лісхоз.